# Richard Petruška
Richard Petruska (25 de enero de 1969; Levice) es un exjugador de baloncesto eslovaco que disputó una temporada en la NBA y nueve más en Europa. Con 2,08 de estatura jugaba en la posición de pívot.

## Trayectoria

### Inicios
Asistió al instituto Gymnázium Andreja Vrábla Levice (1989-1990) de su ciudad natal, antes de trasladarse a Estados Unidos, donde jugó al baloncesto universitario con los Lions de la Universidad Loyola Marymount (1990–1991) y luego con los Bruins de UCLA (1992–1993).

### Profesional
Fue elegido en la segunda ronda (puesto 46), del draft de 1993 por los Houston Rockets, con los que jugó una temporada, disputando 22 partidos. En junio de 1994, aunque no disputó ningún partido de esos playoffs, se convirtió en el primer jugador europeo ganador de un anillo de la NBA.
Tras esa temporada, regresó a Europa, concretamente a Italia, recayendo en las filas del Cagiva Varese, donde estuvo hasta 1998.
Luego tuvo un breve paso por Turquía, al jugar por el Galatasaray SK (1998-1999), antes de llegar a la Liga ACB española.
Fichó por el Unicaja Málaga, donde estuvo dos años (1999-2001), luego una temporada en el Tau Cerámica (2001-2002). 
Pasó una temporada en Italia en el Orlandina Basket (2002-2003), antes de regresar a España para jugar su última temporada como profesional con el CAI Zaragoza (2002-2003).

### Selección nacional
Durante 1986 participó Eurobasket Sub-18 celebrado en Austria, donde su selección quedó en octava posición.
En el verano de 1988 disputó el Eurobasket Sub-18 celebrado en Yugoslavia, donde la selección checoslovaca ganó la medalla de bronce.
Luego fue miembro de la selección absoluta de Checoslovaquia que disputó el EuroBasket 1991, y que acabó en sexto lugar.
Tras la disolución de Checoslovaquia en 1993, formó parte del combinado nacional de Eslovaquia desde 1995 a 2001, pero no alcanzó la fase final de ningún torneo.

### Retirada
Tras retirarse en 2003, vivió un tiempo en Gran Canaria, donde fue entrenador desde 2014 a 2018 de la CBA (Canarias Basketball Academy).

## Estadísticas de su carrera en la NBA
|  | Denota temporadas en las que ganó el Campeonato de la NBA |

### Temporada regular
| Año     | Equipo  | PJ | PT | MPP | %TC  | %3P  | %TL  | RPP | APP | ROB | TPP | PPP |
| ------- | ------- | -- | -- | --- | ---- | ---- | ---- | --- | --- | --- | --- | --- |
| 1993-94 | Houston | 22 | 0  | 4.2 | .435 | .467 | .750 | 1.4 | .0  | .1  | .1  | 2.4 |
| Total   | Total   | 22 | 0  | 4.2 | .435 | .467 | .750 | 1.4 | .0  | .1  | .1  | 2.4 |

## Vida personal
Durante la celebración del campeonato de 1994, a Richard se le resbaló y cayó accidentalmente el trofeo Larry O'Brien, abollándose en la parte superior del mismo. La abolladura seguiría siendo parte del trofeo hasta 2018, cuando la liga encargó un nuevo trofeo para reemplazarlo.
Tras pasar unos años en España, ahora vive en Canadá con su familia.

## Logros y reconocimientos
- EuroBasket Sub-18 (1988)
- Campeón de la NBA (1994)
- Copa Korać (2000-01)
- 2 × Czechoslovakian League All-Star Five (1988, 1989)
- 3 × Slovak Player of the Year (1998–2000)